# (133296) Federicotosi
(133296) Federicotosi est un astéroïde de la ceinture principale.

## Description
(133296) Federicotosi est un astéroïde de la ceinture principale. Il fut découvert le 19 septembre 2003 à Campo Imperatore par le projet CINEOS. Il présente une orbite caractérisée par un demi-grand axe de 2,72 UA, une excentricité de 0,15 et une inclinaison de 25,0° par rapport à l'écliptique.

## Compléments